# Everybody's Rockin'
Albums de Neil Young
Trans
(1982) Old Ways
(1985)
Everybody's Rockin' est un album de rockabilly de Neil Young sorti en 1983.

## Historique
Avec l'album Live Rust en 1979 Neil Young devient l'un des auteurs essentiels de la décennie.
 Il prend alors du recul avec sa carrière artistique et la musique pour mieux se consacrer à sa vie privée et à son deuxième fils, souffrant comme l'aîné d'un handicap grave. Il continue cependant d'enregistrer des albums, considérés par les critiques comme des albums mineurs.
En 1982 Neil Young quitte le label Reprise et signe un contrat avec David Geffen qui lui promit une liberté artistique totale... et refusa l'album "Island In The Sun" au profit de Trans, mais sans les vidéos prévues par Neil Young pour illustrer Trans. Le suivant fut à nouveau refusé par Geffen, le prétextant trop country et pas assez rock 'n' roll. Neil Young le prit au mot et fit donc l'album rockabilly Everybody's Rockin' au grand dam de certains de ses fans romantiques (et/ou faisant partie du grand public séduit par l'album  Harvest) ! Il n'a pas été vraiment achevé, mais est sorti quand même... à la stupéfaction totale d'un public non informé.

L'album fut un flop commercial ; mais avec le temps est resté "culte" auprès des puristes du genre.

Geffen entama une action en justice contre Young. Young riposta en attaquant Geffen pour rupture de contrat.
Ce disque est ouvertement et entièrement rockabilly ; un hommage nostalgique aux anciennes idoles (Eddie Cochran, Buddy Holly, Elvis Presley, Chuck Berry...), Young étant fan depuis toujours de ces pionniers esthètes, (pour preuve le fabuleux hymne My My, Hey Hey (Out of the Blue) de Rust Never Sleeps : "Rock'n'Roll will never die", enregistré plusieurs fois et utilisé par Dennis Hopper dans son film homonyme).
L'album raconte l'histoire d'un groupe de rock 'n' roll des années 1950, les "Shocking Pinks", en réinterprétant des standards (tels que Bright Lights, Big Cities, Rainin' in my Heart, Mystery Train), et en composant sur le même schéma d'autres titres susceptibles de le devenir.
Get Gone et Don't Take Your Love Away From Me sont deux titres qui ne sont pas parus sur l'album. Ils ont toutefois été enregistrés en public avec les Shocking Pinks et apparaissent sur l'album Lucky Thirteen sorti en 1993.

## Titres
1. Betty Lou's Got A New Pair Of Shoes (Bobby Freeman) – 3:02
2. Rainin' In My Heart (Slim Harpo/Jerry West) – 2:11
3. Payola Blues (Ben Keith/Young) – 3:09
4. Wonderin' (Young) – 2:59
5. Kinda Fonda Wanda (Tim Drummond/Young) – 1:51
6. Jellyroll Man (Young) – 2:00
7. Bright Lights, Big City (Jimmy Reed)– 2:18
8. Cry, Cry, Cry (Young) – 2:39
9. Mystery Train (Junior Parker/Sam Phillips) – 2:47
10. Everybody's Rockin' (Young) – 1:57

## Musiciens
- Neil Young - Chant, piano, guitare, harmonica
- Shocking Pinks :
Ben Keith - Saxophone alto, guitare solo
Tim Drummond - Contrebasse
Karl Himmel - Caisse claire
Larry Byrom - Piano, Chœurs
Rick Palombi - Chœurs
Anthony Crawford - Chœurs

## Citation
" - Everybody's Rockin' avec ses pastiches de rock des années 50, est peut-être le disque le plus étrange.
- Personnellement je le trouve réussi, mais malheureusement je n'ai pas pu le terminer. Les sessions d'enregistrement ont été stoppées alors que je n'avais pas terminé mon disque. Geffen a fait annuler deux séances, celles où j'allais enregistrer "Get gone" et "Don't take your love away from me". Avec ces deux chansons, l'histoire aurait trouvé tout son relief. En fait ceux qui n'ont pas vu nos shows de l'époque ne peuvent pas vraiment tout comprendre. Mais bon, cette histoire n'a pas rencontré de succès populaire. C'était très simple, les chansons étaient courtes, le disque était court. Tout cela n'était pas très profond. Mais tu vois, à un moment, c'était ça, la musique. Et les pop stars étaient comme ça... Et la musique était bonne. Très bonne. Si j'avais agi autrement, si je n'avais sorti que des chefs-d'œuvre, je ne pourrais pas faire ce que je fais aujourd'hui. À chaque fois que je construisais quelque chose, je m'empressais de le détruire dès que possible. Avant que les gens puissent se dire " Voilà, c'est ça, Neil Young." Je ne veux pas être défini en quelques mots. "
Neil Young. Pleine Lune. Inrockuptibles 12/1992. Interview de Nick Kent.